# Sinfonia em Branco
Sinfonia em Branco é um romance da escritora Adriana Lisboa, publicado em 2001 pela Editora Rocco, vencedor da terceira edição do Prémio José Saramago em 2003. Em Portugal foi publicado em 2003 pela editora Temas e Debates.